# Gyrophaena transversalis
Gyrophaena transversalis – gatunek chrząszcza z rodziny kusakowatych i podrodziny rydzenic.

## Taksonomia
Gatunek ten opisany został po raz pierwszy w 1939 roku przez Andreasa Stranda.

## Morfologia
Chrząszcz o wydłużonym ciele długości od 1,6 do 2,1 mm. Głowa jest ciemnobrązowa, 1,7 raza szersza niż dłuższa, zaopatrzona w wyłupiaste oczy. Barwa czułków jest rudożółta u nasady, ciemniejąca ku szczytom. Ich człony od piątego do dziesiątego są wyraźnie szersze niż dłuższe, przy czym piąty jest półtorakrotnie szerszy niż dłuższy, a przedostatni prawie dwukrotnie szerszy niż dłuższy. Przedplecze jest ciemnobrązowe, często z rozjaśnionym tylnym brzegiem, ponad półtorakrotnie szersze niż dłuższe. Jego powierzchnia lśni słabiej niż u G. lucidula. Pokrywy zwykle są brązowożółte do jasnobrązowych z zaczernionymi zewnętrznymi kątami tylnymi, rzadko całe ciemnobrązowe. Zewnętrzne połowy pokryw są wyraźnie, drobno punktowane, a przy tylnych kątach ziarenkowane. Kolor odnóży jest żółtawy do pomarańczowego. Odwłok ma ciemnobrązowe ubarwienie, często z rozjaśnioną podstawą.

## Ekologia i występowanie
Owad ten bytuje w owocnikach grzybów, w tym koźlarza babki.
Gatunek palearktyczny, europejski, znany z Niemiec, Szwajcarii, Austrii, Włoch, Polski, Czech, Słowacji i europejskiej części Rosji. Na „Czerwonej liście gatunków zagrożonych Republiki Czeskiej” umieszczony jest jako gatunek zagrożony wymarciem (EN).